# Spielräume spezial
Spielräume spezial ist eine wöchentliche Musiksendung des österreichischen Radiosenders Ö1. Die als Ergänzung zu den Spielräumen gedachte Sendung wird an Sonn- und Feiertagen jeweils zwischen 17:10 und 17:56 Uhr ausgestrahlt.

## Geschichte und Sendungskonzept
Die 2003 von Wolfgang Kos initiierte sonntägige Sendung Spielräume Spezial soll Musikstile und Musiker in Porträt-Nahaufnahmen vorstellen. Das erste Spielräume spezial, das sich unter dem Titel „Delta Blues“ der Musik aus dem Mississippi-Delta widmete, wurde von Wolfgang Kos gestaltet und am 5. Jänner 2003 ausgestrahlt. Die damalige Produzentin Mirjam Jessa übergab im Juli 2005 die Sendungsverantwortung von Spielräume spezial an Michael Schrott, der diese Funktion bis zum Wechsel des Sendungsformates, Ende 2006, innehatte. Damals wurde aufgrund einer Radioreform die Sendezeit von 46 Minuten auf 26 Minuten verkürzt und der verbleibende Sendeplatz zur Spielräume-Sonntagsausgabe umgewidmet. Für die Gestaltung detaillierter Band- und Musikerporträts hat sich diese Sendezeitkürzung nachteilig ausgewirkt, da in 26 Minuten das Lebenswerk von Bands und Musikern, die eine lange Karriere aufweisen, nicht anschaulich darzustellen ist. Dabei waren diese detaillierten Porträts von Bands und Musikern für die Dreiviertelstunden-Sendung Spielräume spezial besonders charakteristisch. Der Wortanteil von 15 Minuten und der Musikanteil von 31 Minuten ermöglichte es Leben und Werk der Porträtierten zumindest in groben Zügen zu skizzieren, selbst wenn dieses mehrere Jahrzehnte umfasst hat. Musikalische Außenseiter und Geheimtipps sowie spezielle Schwerpunktthemen konnten anhand ausgewählter Platten musikalisch beleuchtet werden. Weitere Programmreformen brachten wieder an Sonn- und Feiertagen die 46-minütige Spielräume spezial-Sendungen zurück.

## Beispielsendungen
- Michael Neuhauser: Chopin, Jobim, Gainsbourg. Wie Präludien und Etüden zu Popsongs werden.
- Michael Schrott: „Strahlende“ Pop-Musik. Der atomare Abfall des Kalten Pop-Kriegs.
- Andreas Weigel: Lebensmotto „Trouble Bound“., Billy Lee Rileys unstete Karriere.
- Andreas Weigel: I Hear America Singing. Bob Gibson – Zu Unrecht vergessen.